# مونیکا بدی
مونیکا بدی (به انگلیسی: Monica Bedi) (زاده ۱۸ ژانویه ۱۹۷۶) بازیگر هندی است.
از فیلم‌هایی که وی در آن نقش داشته‌است می‌توان به جودی شماره ۱، امنیت، جان من قبول کن، کلاه مخفیانه، من دوست دارم ببینم و عشق علاقه محبت اشاره کرد.